# Feuille locale
« Nuage local » redirige ici. Pour le nuage interstellaire, voir Nuage interstellaire local.

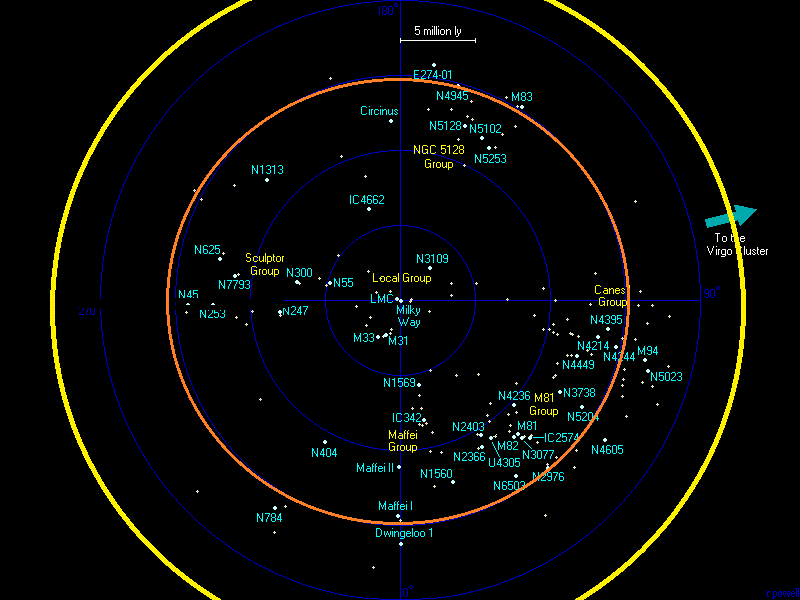
Représentation de la Feuille locale (zone à l'intérieur du cercle jaune, l'échelle en haut représente 5 millions d'années-lumière).

La Feuille locale, parfois aussi nommée le Feuillet local, est une région de l'univers observable où la Voie lactée, les membres du Groupe local et d'autres galaxies partagent une même vitesse particulière. Cette région se trouve dans un rayon d'environ 7 mégaparsecs (23 millions d'années-lumière) et une épaisseur d'environ 0,46 mégarparsec (1,5 million d'années-lumière). Les galaxies situées au-delà de cette distance montrent des vitesses nettement différentes. Le Groupe local a une vitesse particulière relativement faible — d'environ 66 kilomètres par seconde — par rapport à la Feuille locale. La dispersion typique de la vitesse des galaxies dans la Feuille locale est de seulement 40 kilomètres par seconde dans la direction radiale. Toutes les galaxies lumineuses proches appartiennent à la Feuille locale. La Feuille locale fait partie du Volume local, lui-même sous-partie du superamas de la Vierge (superamas local).

## Nom
Cette région de notre Univers proche a changé plusieurs fois de nom au cours des 40 dernières années, ayant été appelée tour à tour le Nuage local (Local Cloud ; de Vaucouleurs, 1975), le nuage de la Chevelure de Bérénice-Sculpteur (Coma-Scuiptor Cloud ; Tully et Fischer, 1987), le Plan local (Local Plane ; Peebles, 1993) le Filament local (Local Filament ; Klyplin, 2003), la Crêpe locale ou Galette locale (Local Pancake ; Karachentsev, 2004), la Feuille locale (Local Sheet ; Peebles, 2001 - Tully, 2008 - Peebles & Nusser, 2010). Aujourd'hui encore, certains astronomes, notamment Bengt Gustafsson d'Uppsala, contestent le nom de Feuille locale et préfèrent parler de la Plate-forme locale.